# Яструбецька Галина Іванівна
Яструбецька Галина Іванівна (нар. 20 серпня 1959, с. Самійличі Шацького району на Волині) - українська поетеса, доктор філологічних наук, професор, звідувачка кафедри української літератури Волинського національного університету імені Лесі Українки, членкиня Національної спілки письменників України, лауреатка Міжнародної літературної премії імені Григорія Сковороди «Сад божественних пісень».

## Життєпис

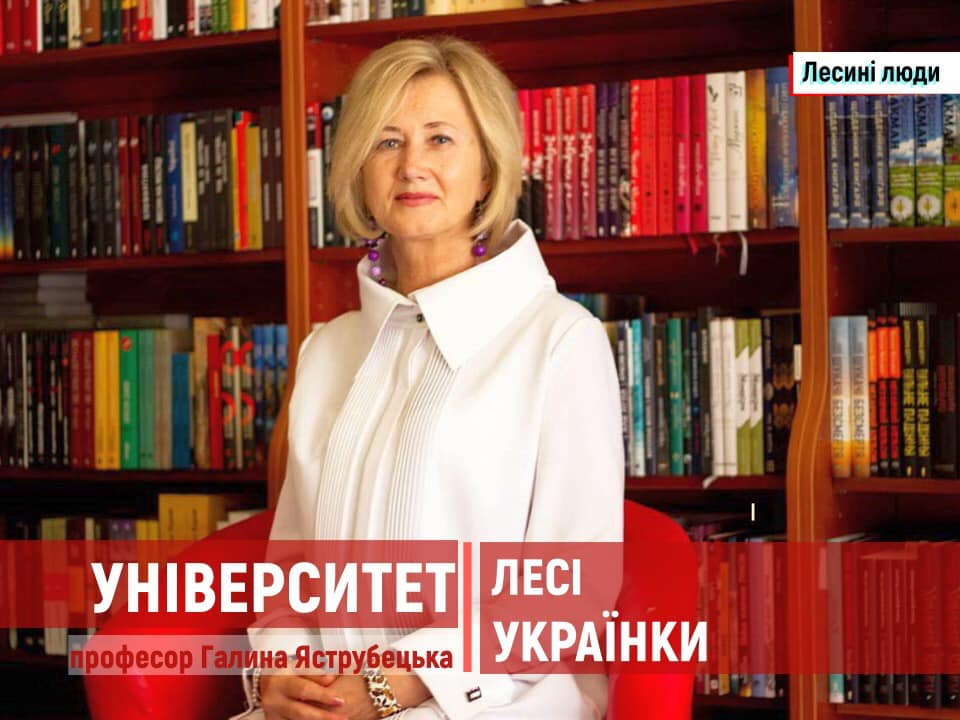
Галина Яструбецька

Навчалася в Самійличівській школі. Згодом в Луцькому педучилищі ім. Я. Галана (нинішній Луцький педагогічний коледж) на шкільному відділі, а пізніше у Луцькому педінституті імені Лесі Українки (тепер Волинський національний університет імені Лесі Українки) на філологічному факультеті.
Фах учителя української мови і літератури, здобутий у педінституті, знадобився пізніше, коли Галина після аспірантури в Київському педінституті ім. М. Горького (спеціальність 10.01.01 - українська література) з дипломом кандидата філологічних наук більше 20років викладала українську літературу в 11-му класі і керувала написанням наукових робіт з української літератури в гімназії № 14 м. Луцька (сьогодні вона носить ім'я В. Сухомлинського).
У серпні 1982 цього року розпочалася її професійна діяльність, пов'язана з асистентсько-викладацькою роботою у Луцькому державному педагогічному інституті імені Лесі Українки (нині - Волинський національний університет імені Лесі Українки).
Кандидатську дисертацію на тему «Лірико-імпресіоністичні тенденції в ранній творчості А. Головка в контексті української прози 20-х рр. ХХ ст.» захистила в 1990 році. З 2000 року в поле зору її наукових зацікавлень потрапив експресіонізм і став основною темою літературознавчих пошуків. Монографія «Динаміка українського літературного експресіонізму» вийшла в 2013 році.
На посаді професора кафедри української літератури, перейшовши етапи асистента, старшого викладача, доцента, отримавши атестат доцента в грудні 2004 року, працює і сьогодні. Викладає історію української літератури ХХ століття (другу половину), якщо виникає необхідність, то охоплює всю історію української літератури ХХ століття, починаючи від перших десятиліть. Апробувала два спецкурси: «Координати українського літературного експресіонізму», «Стильові школи, течії, напрямки в українській літературі».
Членом НСПУ стала в квітні 2014 року.

### Родина
Загалом роди як по материній, так і по батьковій лінії належали до сільської аристократії.
Мати - Козачук Зінаїда Костянтинівна (до шлюбу Дзядук) - 1936 н.р., уродженка с. Самійличі. Всього мала 4 класи освіти. Батько - Козачук Іван Макарович, 1930 р.н., мав 8 класів вечірньої школи. Любив читати, цікавився політикою, мав чудовий голос, любив гостей і гостину. Практично все життя пропрацював на колгоспній автозаправці.
У 1982 році одружилася.

## Творчий шлях
2009 року Поліграфічно-видавничий дім «Твердиня» (директор - письменник і видавець Микола Мартинюк) випустив у світ першу авторки - «Memorioglifika (Різьблення на пам'яті)». Збірка відкривалася передмовою критика Євгена Барана, що зробило подію явищем не лише місцевого, а й всеукраїнського значення.
«Memorioglifika» одразу привернула увагу щирістю ліричної тональності, незвичністю образів (чого варті, наприклад, ніч, що «стає на задні лапи», «марево фіранки», «жолуді-акорди», «сама від себе п'яна» груша, «кармазинова фуга», новотвори на кшталт «хитай-вода», «слово-чаша-незабудка»), а головне - глибоким, виболеним, далеким від, здавалося б, неминучих для літературних дебютів несміливих початківських кроків, поглядом на життя.
Доцент Волинського національного університету імені Лесі Українки Вікторія Сірук, аналізуючи першу збірку Галини Яструбецької, помітила особливий акцент, який поетеса робить на зорових образах, і в цьому контексті відзначила лейтмотивність і багатозначність образу ока (символ відображення душі, всезнання, постійної опіки з боку Всевишнього, і водночас домівки, житла - значення можна нанизувати ще і ще.
«Різьблення на пам'яті», отже, було не просто дебютом, а стрімким стартом, що обіцяв невдовзі перерости у граційний лет вимірами, доступними лише для поетів. Довго чекати не довелося - вже наступного року в тій же «Твердині» побачила світ друга поетична збірка Г. Яструбецької «Photodosia (Світлодаяння)», передмову до якої теж написав Євген Баран, котрий, зокрема, зазначив: «Нова книга є продовженням Розмови, розпочатої автором. Бо направду, кожний поет, скільки б він не написав книг, продовжує розпочату розмову. Головне, аби він віднайшов свою тему, інтонацію і ритм. Це не завжди вдається, і не завжди з першого разу. У Галини Яструбецької всі ці професійні вимоги наявні»
Як і у «Меморіогліфіці», так і в «Фотодосії», бачимо однаково майстерне володіння авторки технікою як римованого вірша, так і верлібру. І все ж — попри самодостатність перших двох книг, створювалося враження, що найголовніше «з продовжень розмови» ще попереду. Емоційна напруга мала сягти якоїсь якщо не коди, то принаймні кульмінації. Такою кульмінацією став «Поліський пілігрим» (2011) -  либонь, душевно найтепліша і найзворушливіша книга Галини Яструбецької. Недарма вже невдовзі після появи вона здобула перемогу на конкурсі «Світ волинської книги-2011».
Дивно, але факт: починаючи з «Меморіогліфіки», збірки у Галини виходили щороку, одна за одною - либонь, лише війна на Сході України й багато в чому пов'язана з нею економічна криза, що, зрозуміло, відбилася й на книговиданні, порушили цю періодичність. У 2012—2013 роках згадана вище закономірність іще діяла. тож упродовж цих років побачили світ ще дві книжки «Kalophonia (Прекраснозвуччя)» і «Яшмове серце».
Наступна книга Галини Яструбецької «1 = 3» з'явилася друком через два роки після «Яшмового серця». Анотація визначає збірку як «екзистенційно-онтологічний щоденник-діалог» (там теж - за небагатьма винятками, - наявне наскрізне датування), «поетичну монодраму», головним персонажем якої є «слововірш».
Поетеса активно послуговується соціальними мережами(зокрема Фейсбуком), де регулярно публікує свої вірші: https://www.facebook.com/profile.php?id=100017011323694

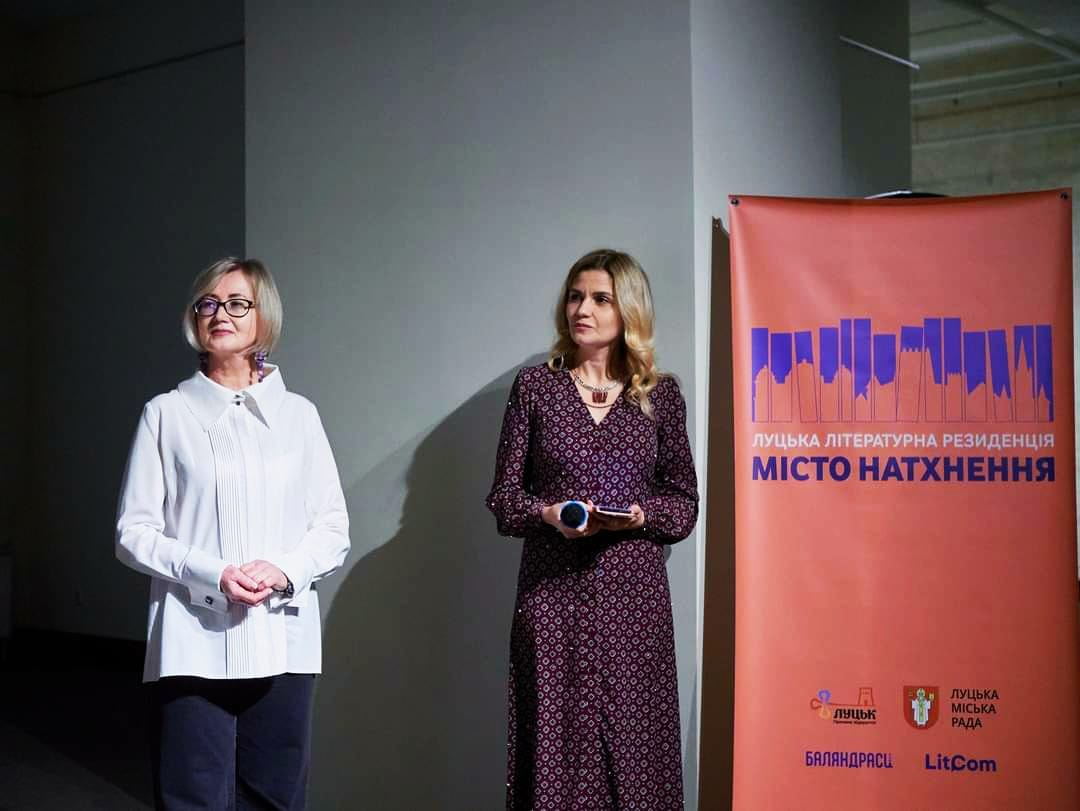
Галина Яструбецька і Ольга Ольхова на відкритті виставки віршів "Полігон. Територія слова"

3 березня 2023 року у Музеї сучасного українського мистецтва Корсаків у Луцьку відбулося  офіційне відкриття Міжнародного поетичного проєкту тривимірної презентації поетичних текстів Галини Яструбецької «Полігон. Територія слова». Організатор заходу - Луцька літературна резиденція “Місто натхнення” (Ольга Ольхова): (https://www.facebook.com/msumk/posts/pfbid034uxDkgSUiqmJybVFR129yQK9LtWq5dusuBt8gnexf3DSuH3MmSnjiQXKPUBMpfwFl).
Назва проєкту “Полігон. Територія слова” втілює розуміння поетичного тексту як багатовекторного носія сенсів, де відбувається гра з фантазією та вкладеними змістами, а також терапевтичне пропрацювання власних досвідів воєнного часу.
Унікальний формат заходу поєднує “візуальне та аудіальне життя” віршів Галини Яструбецької, написаних нею під час найгострішої фази війни росії проти України. Кожен вірш оформлено провідним графічним та шрифтовим дизайнером Кирилом Ткачовим у графічний плакат, який супроводжується цифровим кодом з аудіодоріжкою авторського прочитання поезії в аранжуванні композитора-експериментатора Олексія Мікрюкова.
Цифрове рішення проєкту забезпечує український стартап – перша сервісна соцмережа про книги LitCom (https://play.google.com/store/apps/details?id=com.balyandrasy.litcom&hl=uk&gl=US&pli=1).

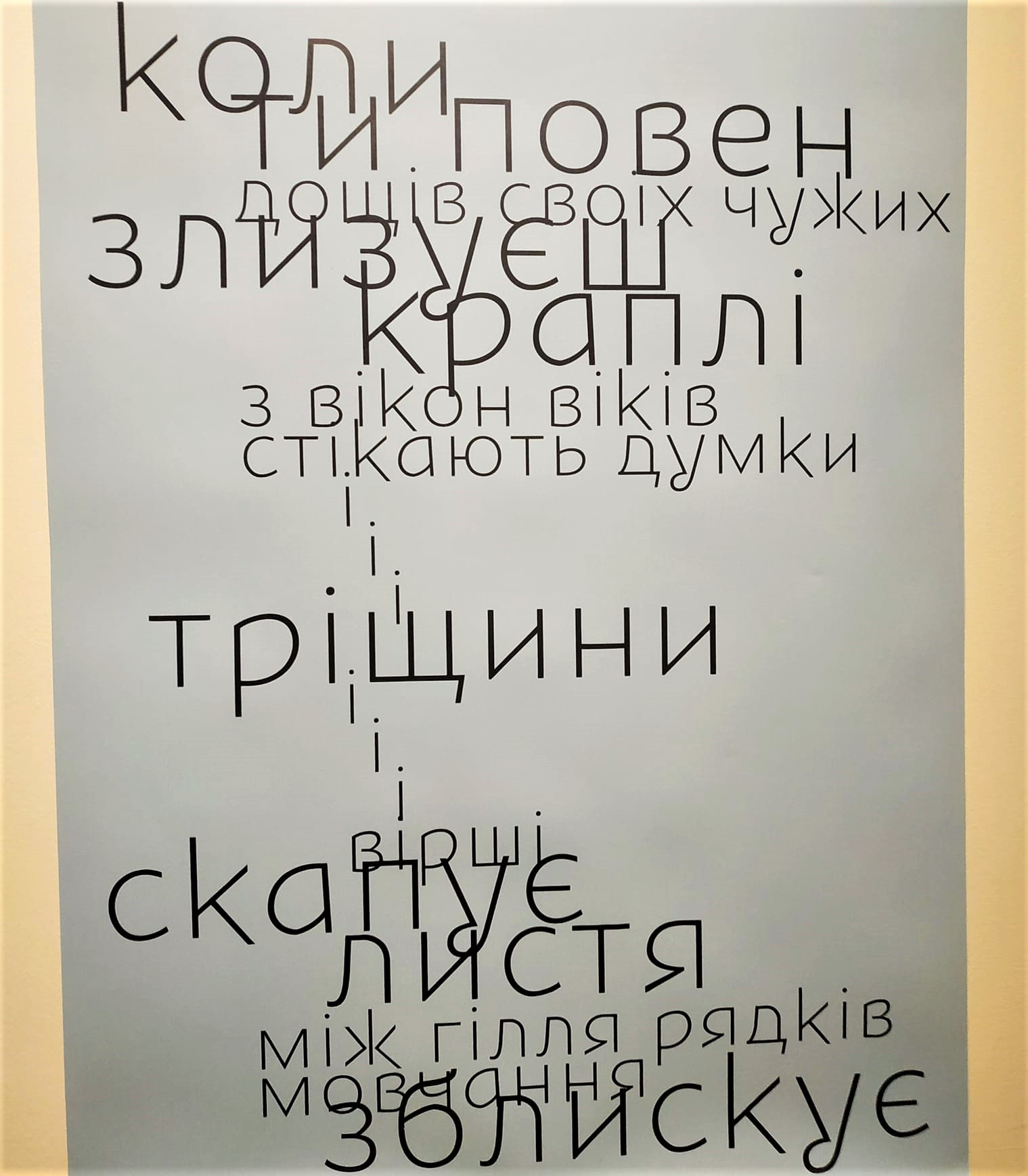
Виставка віршів Г.Яструбецької

Ідея заходу «Полігон. Територія слова» була підтримана Спілкою письменників Польщі, яка виступила партнером і прийматиме виставку у Варшаві в Домі літератури влітку 2023 року.
Унікальна виставка отримала чимало позитивних відгуків у ЗМІ:
- Відкриття Міжнародного поетичного проєкту Галини Яструбецької «Полігон. Територія слова» / МСУМК: https://www.youtube.com/watch?v=IrTgWntbFaU
- ПІСЛЯСМАК СЛОВА (МІЖНАРОДНИЙ МУЛЬТИМЕДІЙНИЙ ПРОЄКТ «ПОЛІГОН. ТЕРИТОРІЯ СЛОВА»): https://vnu.edu.ua/uk/news/pislyasmak-slova-mizhnarodnyy-multymediynyy-proyekt-polihon-terytoriya-slova
- Поетичне ноу-хау від Галини Яструбецької: текст, голос, музика: https://www.lutskrada.gov.ua/publications/poetychne-nou-khau-vid-halyny-iastrubetskoi-tekst-holos-muzyka
-  «Полігон. Територія слова»: у Луцьку відбулась презентація текстів Галини Яструбецької (фото): https://konkurent.ua/publication/112812/poligon-teritoriya-slova-u-lutsku-vidbulas-prezentatsiyatekstiv-galini-yastrubetskoi-foto/

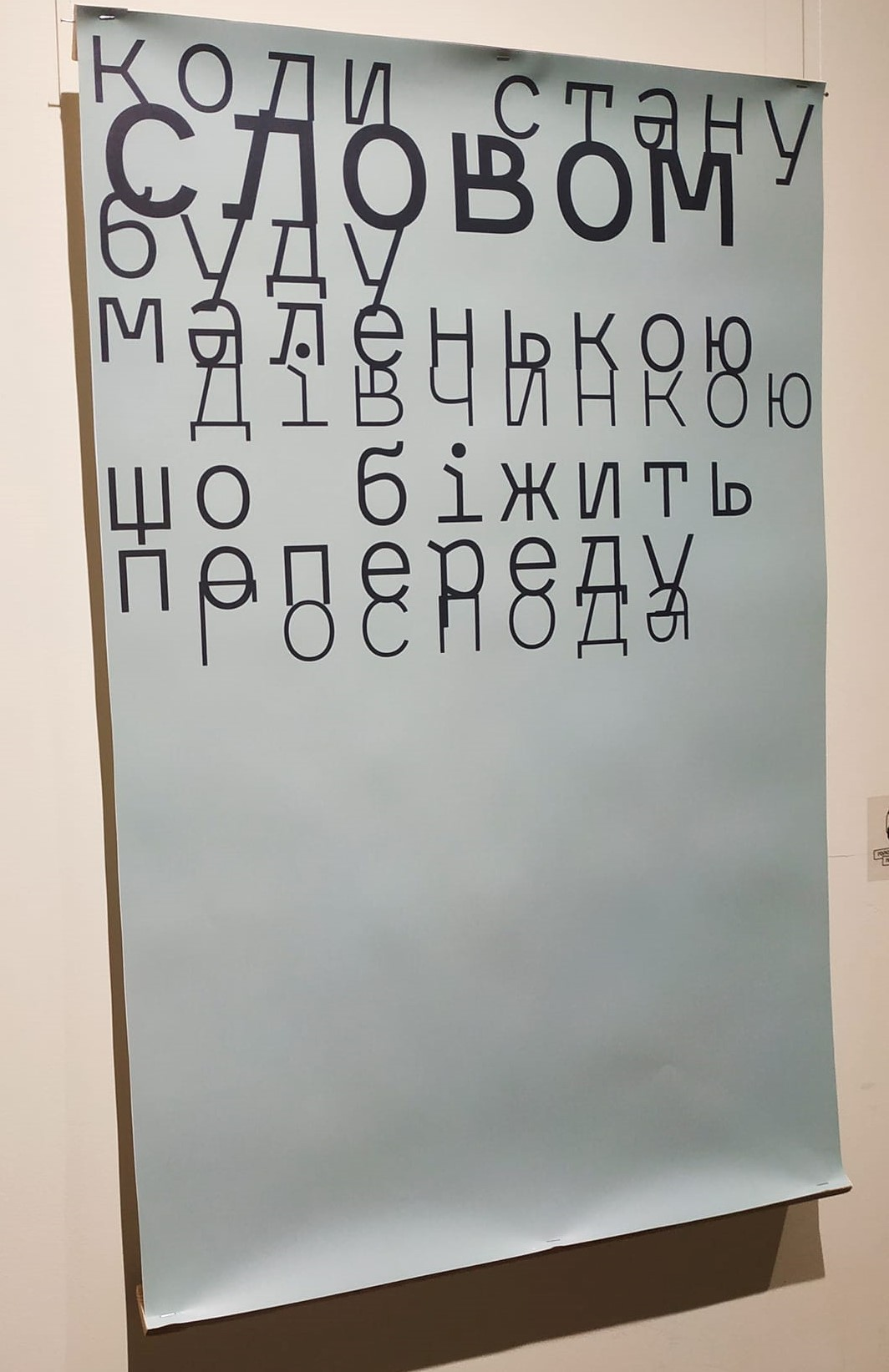
Поезія Г.Яструбецької в графічному втіленні Кирила Ткачова

- Голос, тіло, аура: у Луцьку відкрили виставку тривимірності поезії Галини Яструбецької: https://kultura.rayon.in.ua/news/580349-golos-tilo-aura-u-lutsku-vidkrili-vistavku-trivimirnosti-poezii-galini-yastrubetskoi
- Участь у якості спікерки у міжнародному мультимедійному проєкті – інноваційною тривимірною виставкою віршів “Полігон. Територія слова”: https://kpo.pnu.edu.ua/2023/03/03/uchast-u-iakosti-spikerky-u-mizhnarodnomu-multymedijnomu-proiekti-innovatsijnoiu-tryvymirnoiu-vystavkoiu-virshiv-polihon-terytoriia-slova/

## Праці
Поетичні збірки:

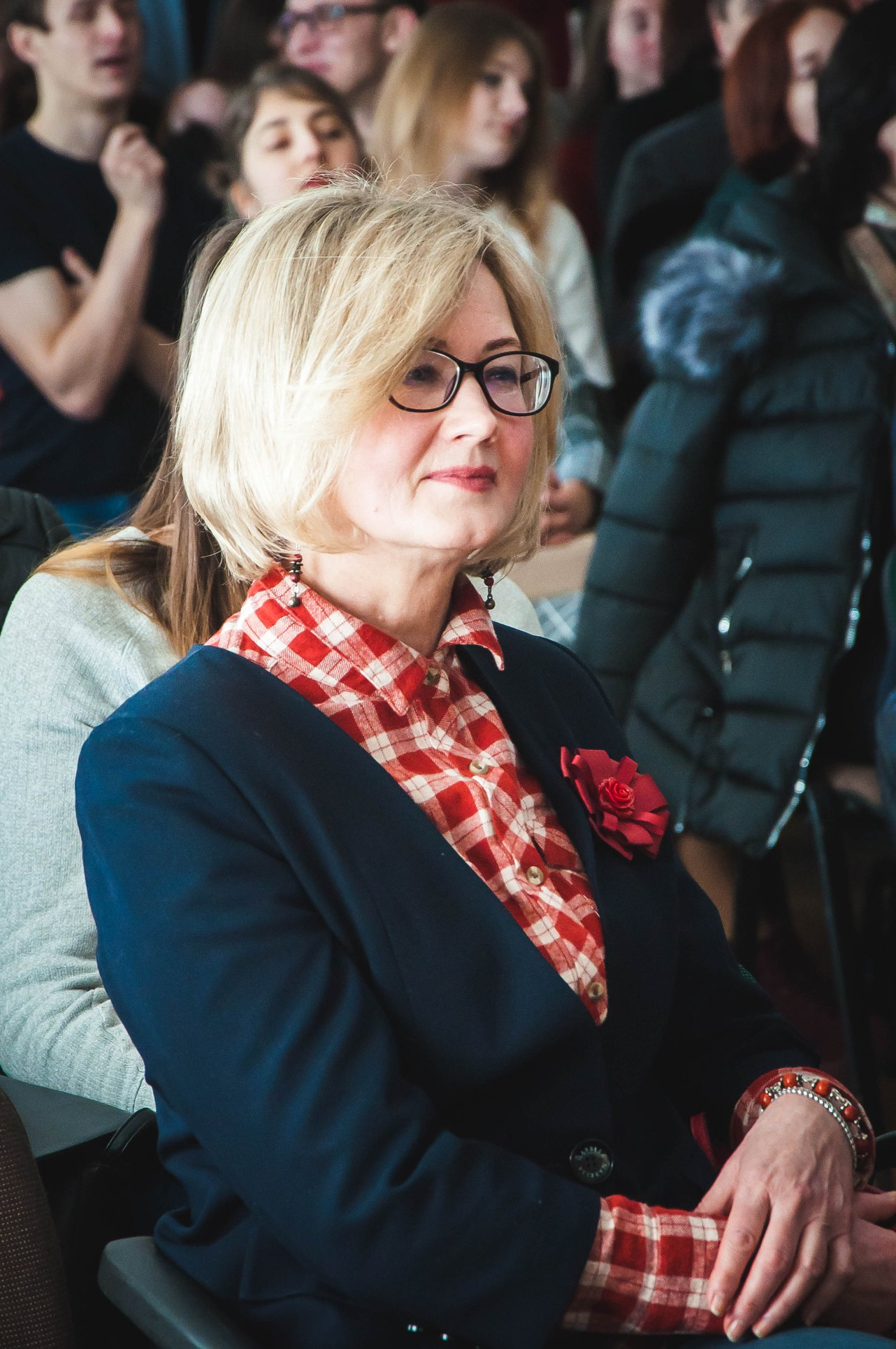
Галина Яструбецька (2020 р.)

1. Яструбецька Г. Memorioglifica (Різьблення на пам'яті): поезія / Галина Яструбецька. Луцьк: Твердиня, 2009. 112 с.
2. Яструбецька Г. Photodosia (Світлодаяння): поезії / Галина Яструбецька. Луцьк: Твердиня, 2010. 130 с.
3. Яструбецька Г. Поліський пілігрим : [поезії] / Галина Яструбецька.  Луцьк: Твердиня, 2011.  152 с.
4. Яструбецька Г. Kalophonia (Прекраснозвуччя): поезія / Галина Яструбецька. Луцьк: Твердиня, 2012. 218 с.
5. Яструбецька Г. Яшмове серце: поезія / Галина Яструбецька. Луцьк: Твердиня, 2013. 59 с.
6. Яструбецька Г. 1 = 3: [поезія] / Галина Яструбецька.  Луцьк: Твердиня, 2015. 253 с.
7. Яструбецька Г. Верлібри // «Ломикамінь: антологія українського верлібру». Львів: ЛА "Піраміда", 2018. С. 277-278.
8. Яструбецька Г. Під шкірою слів або Вибух до середини. Львів: ЛА "Піраміда", 2018.
9. Яструбецька Г. "Гра 2.1" і "Гра 2.2". Дрогобич: "Коло", 2021 : https://www.facebook.com/permalink.php?story_fbid=pfbid0SYEUCmNPupvGtPmFHtEBu6R3PVGcZCaFrNvugAcnvSLdBehmcXA4c5PyPXKJEDCml&id=100017011323694.

## Аудіозаписи поезій
- Галина Яструбецька. "Злетіла зозуля": https://www.youtube.com/watch?v=uGupZ6iJxV8
- Галина Яструбецька. "дід мій макар...": https://www.youtube.com/watch?v=HENpQjIMivM

Монографія:
1. Яструбецька Г. Динаміка українського літературного експресіонізму: монографія / Галина Яструбецька. Луцьк: Твердиня, 2013. 379 с. : https://core.ac.uk/download/pdf/153586609.pdf

Статті у вітчизняних фахових виданнях:
1. Яструбецька Г. Архаїзми та старослов'янізми і їх моделююча роль у експресіоністичній стильовій структурі «Палімпсестів» В. Стуса / Галина Яструбецька // Науковий вісник Волинського державного університету ім. Лесі Українки. Серія: філологічні науки. 2000. № 6. С. 158-162.
2. Яструбецька Г. Валер'ян Підмогильний. Екзистенціальне мислення / Галина Яструбецька // Філологічні студії. 2000. № 4. С. 39- 44.
3. Яструбецька Г. Валер'ян Підмогильний і Василь Стефаник. Танатографія свідомості / Галина Яструбецька // Актуальні проблеми літературознавства: зб. наук. праць / [наук. ред. проф. Н.Заверталюк]. Дніпропетровськ: Видавництво «Навчальна книга», 2001. Т. 10. С. 188—194.
4. Яструбецька Г. Дискурс імпресіонізму та експресіонізму в українській прозі 20-х років ХХ століття / Галина Яструбецька // Вісник Харківського національного університету. Серія «Філологія». 2001. № 520. Вип. 33: Філологічні аспекти дослідження дискурса. С. 399-404.
5. Яструбецька Г. Експресіонізм- імпресіонізм: стильова опозиція чи дифузія / Галина Яструбецька / Слово і час. 2006. № 2. С. 39- 46: http://dspace.nbuv.gov.ua/bitstream/handle/123456789/38475/06-Yastrubetska.pdf?sequence=1
6. Яструбецька Г. Експресіоністичний вимір роману «Листя землі» Володимира Дрозда / Галина Яструбецька / Слово і час. 2013. №12. С. 82-91.
7. Яструбецька Г. Елементи експресіоністичної поетики в художньому просторі О. Кобилянської (на матеріалі новели «Битва») / Галина Яструбецька // Сучасні проблеми мовознавства та літературознавства: зб. наук. праць / [відп. ред. І.Сабадош]. Ужгород, 2011. Вип. 16. С. 351-354.
8. Яструбецька Г. Есхатологізм поетичного мислення Тодося Осьмачки / Галина Яструбецька // Філологічні студії / [гол. ред. В.Зубович]. Луцьк, 2004. № 3. С. 203-208.
9. Яструбецька Г. Концепт «Україна» в поезотворчості Василя Стуса / Галина Яструбецька // Слово і час. 2004. № 10.С. 37-44: http://dspace.nbuv.gov.ua/bitstream/handle/123456789/172737/06-Yastrubetska.pdf?sequence=1
10. Яструбецька Г. Концепція збірки «Палімпсести» В. Стуса / Галина Яструбецька // Слово і час. 2010. № 9. 30-38.
11. Яструбецька Г. Координати експресіонізму в стильовому просторі В. Стефаника / Галина Яструбецька // «Покутська трійця» й літературний процес в Україні кінця ХІХ- початку ХХ століть (До 130-річчя від дня народження Василя Стефаника і Леся Мартовича): матеріали наукової конференції (Дрогобич, 14-15 травня 2001 р.) / [ред. кол.: Стефанія Андрусів та ін.].Дрогобич, 2001. С. 323-329.
12. Яструбецька Г. Любов у вимірі експресіонізму (на матеріалі поезії В.Стуса) / Галина Яструбецька // Актуальні проблеми слов'янської філології. Серія: лінгвістика і літературознавство: міжвуз. зб. наук. ст. / [гол. ред. В.Зарва]. Бердянськ: БДПУ, 2013. Вип. XXVII. Ч. 3.С. 12-20.
13. Яструбецька Г. Модернізм. Аванґардизм. Експресіонізм. Кореляційний аспект / Галина Яструбецька // Український модернізм зі столітньої відстані. Актуальні проблеми сучасної філології. Літературознавство: зб. наук. праць Рівненського державного гуманітарного університету / [гол. ред. Я.Поліщук]. Рівне: РДГУ, 2001. Вип. Х (спеціальний). С. 9-19.
14. Яструбецька Г. «Одержима» Лесі Українки крізь призму теорії експресіонізму / Галина Яструбецька // Слово і час. 2011. № 4. С. 28- 41: https://core.ac.uk/download/pdf/153578678.pdf
15. Яструбецька Г. Одержимий літературою, або Про Андрія Головка і його сонячно-червоний роман / Галина Яструбецька // Слово і час. 2008. №1. С.31- 38: https://core.ac.uk/download/pdf/153578688.pdf
16. Яструбецька Г. Творчість В. Стуса і сучасність: до проблеми адаптації / Галина Яструбецька // Наукові записки. Серія «Філологічна». Острог: Видавництво національного університету «Острозька академія», 2013. Вип. 32. С. 317-330.
17. Яструбецька Г. Тезаурус В. Стуса крізь призму містичного / Галина Яструбецька // Наукові записки. Серія «Філологічна». Остріг: Видавництво національного університету «Острозька академія», 2011.Вип. 21. С. 37-384.
18. Яструбецька Г. Українська експресіоністична меритократія кінця ХХ- початку ХХІ століття: поезія І. Римарука / Галина Яструбецька // Волинь філологічна: текст і контекст. Мова та вірш: зб. наук. пр. Луцьк: Східноєвропейський нац. ун-т ім. Лесі Українки, 2013. Вип. 16. С. 282-296.
19. Яструбецька Г. Український літературний експресіонізм кінця ХІХ- початку ХХ ст.: проза А. Тесленка / Галина Яструбецька // Науковий вісник Волинського національного університету імені Лесі Українки. Серія: філологічні науки / [гол. ред. М.Моклиця]. Луцьк, 2012. №13(238). С. 151-159.
20. Яструбецька Г. Фермент містичного в поетиці експресіонізму / Галина Яструбецька // Питання літературознавства: науковий збірник / [гол. ред. О. В. Червінська]. Чернівці: Чернівецький нац. ун-т, 2011. Вип. 84.С. 92-101.
21. Яструбецька Г. Експресіоністичний горизонт можливостей збірки «Бермудський трикутник» Ігоря Римарука / Г. Яструбецька // Вісник Прикарпатського університету. Філологія. 2014-2015. Вип. 42-43. Івано-Франківськ: Місто НВ, 2015. С. 126-134.
22. Яструбецька Г. Експресіонізм в історико-літературному просторі України 20-х років ХХ століття (на прикладі творчості М. Бажана, М. Куліша, О. Турянського) / Г. Яструбецька // Волинь філологічна: текст і контекст. Українська література як художній феномен: зб. наук. пр. / упоряд. В. Сірук. Луцьк: Вежа-Друк, 2015. Вип.19. С. 325-342.
23. Яструбецька Г. Експресіоністичний месидж Тараса Шевченка // Слово і Час. К.: Фенікс, 2015. № 11. С. 13-19.
24. Яструбецька Г. Експресіоністична транскрипція дійсності/історія у творчості Ліни Костенко / Г. Яструбецька // Волинь філологічна: текст і контекст. Аналіз та інтерпретаціяя тексту: зб. наук. пр. Луцьк. Східноєвропейський нац. ун-т ім. Лесі Українки, 2015. Вип. 20. С. 299-318.
25. Яструбецька Г. Міф Сізіфа, або епістемологічна відвертість (романи «Книга забуття» й «Та сама курява дороги» В. Слапчука) /Галина Яструбецька // Слово і час. 2016. № 5. С.61-69: https://evnuir.vnu.edu.ua/bitstream/123456789/11528/1/sizif.pdf

Статті в наукових періодичних виданнях інших держав:
1. Яструбецька Г. Експресіоністична репрезентація західно-українського журналу «Вікна» (1930-ті) / Галина Яструбецька // Spheres of Culture / [ed. By Igor Nabytovych]. Lublin, 2013. Vol. 4. P. 69-82.
2. Яструбецька Г. Трансцендентний натуралізм «Блакитного роману» Гната Михайличенка / Галина Яструбецька // Spheres of Culture / [ed. By Igor Nabytovych]. Lublin, 2012. Vol. 2. P. 131-141.
3. Yastrubetska H. Expressionistic Eidology: Paradigm of the Archetype / HalynaYastrubetska // Religious and Sacred Potry: An International Quarterly of Religion, Culture and Education / [ed. by Marek Mariusz Tytko]. Year 1: 2013.Vol. 1(1).January-February-March. P. 105-116.